# Jesse Klaver
Jesse Feras Klaver (ur. 1 maja 1986 w Roosendaal) – holenderski polityk, poseł do Tweede Kamer, od 2015 lider Zielonej Lewicy (GroenLinks).

## Życiorys
Ze strony matki ma pochodzenie holendersko-indonezyjskie, natomiast ze strony ojca marokańskie. W latach 2006–2009 zasiadał w zarządzie DWARS, młodzieżówki Zielonej Lewicy, od 2008 stał na czele tej organizacji. W latach 2008–2009 studiował politologię na Uniwersytecie Amsterdamskim, nie kończąc tych studiów. W latach 2009–2010 kierował organizacją młodzieżową przy federacji związków zawodowych Christelijk Nationaal Vakverbond. W 2010 po raz pierwszy uzyskał mandat posła do Tweede Kamer. Do niższej izby Stanów Generalnych został wybrany również w 2012.
W maju 2015 Bram van Ojik ustąpił z funkcji przewodniczącego frakcji poselskiej GroenLinks. Stanowisko to objął wówczas Jesse Klaver, stając się tym samym nowym liderem politycznym partii. W 2017 po raz trzeci z rzędu uzyskał mandat poselski, a kierowana przez niego partia zwiększyła swoją reprezentację w Tweede Kamer z 4 do 14 miejsc. W 2021 ponownie wybrany do Tweede Kamer, jego formacja utraciła w przeprowadzonych wówczas wyborach 6 mandatów. W 2023 z powodzeniem ubiegał się o poselską reelekcję z ramienia koalicji tworzonej przez GroenLinks i Partię Pracy.